# Mohamed el-Kerdany
Mohamed Mounir Youssef el-Kerdany (in arabo محمد الكرداني‎?; Il Cairo, 24 aprile 1977) è un ex cestista e allenatore di pallacanestro egiziano.

## Carriera
Con l'Egitto ha disputato due edizioni dei Campionati africani (2003 e 2011).